# Ba.27 (航空機)
Ba.27
- 用途：戦闘機
- 製造者：ブレダ社
- 運用者：中華民国空軍
- 運用状況：退役

Ba.27は、イタリアのブレダ社が1930年代に開発した単発単葉戦闘機。性能が悪かったためイタリア空軍では採用されず、少数機が中華民国に輸出されて日中戦争で使用された。愛称はメタリコ（金属の意）。

## 概要
単葉機としては黎明期の機体であり、外形は当時としては新しかったが、設計は保守的である。構造は木金混合であり、胴体は鋼管溶接フレームに金属張り（前部はアルミニウム張り、中央から後部にかけてはジュラルミン張り）、主翼は木製べニア張りで張線と支柱で保持されている。エンジンは645馬力のアルファロメオ・マーキュリーVIを装備し、最高速度は380km/hであった。武装に関しては、7.7mm機関銃2丁とする資料と、胴体内に7.7mm機関銃2丁、胴体外側の張り出しに13mm機関銃2丁とする資料がある。
1934年に完成したが、性能が悪くイタリア空軍では不採用となった。日中戦争が勃発すると中華民国に11機が輸出され、中華民国空軍に装備された。具体的な戦歴は不明だが、緒戦期に実戦投入されたとされる。

## 要目
- 乗員：1名[4]
- 全長：7.67 m[1]
- 全幅：10.7 m[1]
- 全高：3.4 m[4]
- 翼面積：18.85 m2[2]
- 自重：1,260 kg[4]
- 全備重量：1,790 kg[2]
- エンジン：アルファロメオ・マーキュリーVI（空冷、645hp）×1[1][2]
- 最大速度：380 km/h[1]
- 上限高度：9,000m[2]
- 上昇力：5,000mまで7分30秒[2]
- 航続距離：750 km[4]
- 武装：ブレダ SAFAT 7.7 mm機銃×2[1][3]ないし13 mm機銃×2、7.7 mm機銃×2[4]